# مایکل ویمن
مایکل ویمن (انگلیسی: Michael Wiemann؛ زادهٔ ۹ فوریهٔ ۱۹۸۷) بازیکن فوتبال اهل آلمان است.
از باشگاه‌هایی که در آن بازی کرده‌است می‌توان به باشگاه فوتبال روت وایس اهلن، باشگاه فوتبال هانزا روستوک، و باشگاه فوتبال وهن ویسبادن اشاره کرد.